# کاتوراما
کاتوراما (به پرتغالی: Caturama) یک منطقهٔ مسکونی در برزیل است که در باهیا واقع شده‌است. کاتوراما ۹٬۳۱۶ نفر جمعیت دارد.